# Luis Flores Ocaranza
Luis Flores, né le 18 juillet 1961 à Mexico (Mexique), est un footballeur mexicain, qui évoluait au poste d'attaquant, aux Pumas UNAM, au Sporting Gijón, au Valence CF, à Cruz Azul, à l'Atlas et à Chivas ainsi qu'en équipe du Mexique.
Flores marque vingt-neuf buts lors de ses soixante-deux sélections avec l'équipe du Mexique entre 1983 et 1993. Il participe à la coupe du monde en 1986 et à la Copa América en 1993 avec l'équipe du Mexique.
Son frère, Ignacio, était également footballeur.

## Biographie
Il fait partie, avec Hugo Sánchez, de l'attaque de l'équipe du Mexique lors du coupe du monde 1986. À cette occasion, il joue les trois rencontres du premier tour, et ouvre le score lors du deuxième match contre le Paraguay (1-1). Il compte au total 62 sélections et 29 buts pour le Mexique entre 1983 et 1993.
En club, il termine meilleur buteur du championnat du Mexique sous le maillot des Pumas UNAM avec 24 buts lors de la saison 1987-1988.
Il joue également au Sporting Gijon, au Valence CF, au CF Atlas, au CD Cruz Azul et aux Chivas de Guadalajara. Il dispute 62 matchs en première division espagnole, inscrivant 15 buts, avec notamment 12 buts lors de la saison 1986-1987.
Il est actuellement vice-président du Club Necaxa.

## Carrière
- 1979-1986 :  Pumas UNAM
- 1986-1987 :  Sporting Gijón
- 1987-1988 :  Pumas UNAM
- 1988-1989 :  Valence CF
- 1989-1991 :  Cruz Azul
- 1991-1993 :  Atlas
- 1993-1995 :  Chivas[5]

## Palmarès

### En équipe nationale
- 62 sélections et 29 buts avec l'équipe du Mexique entre 1983 et 1993
- Finaliste de la Copa América en 1993

### Avec l'UNAM
- Vainqueur de la Coupe des clubs champions de la CONCACAF en 1980 et 1982
- Vainqueur de la Copa Interamericana en 1981
- Vainqueur du Championnat du Mexique en 1981